# Kosa
Kosa is een plaats in de gemeente Slunj in de Kroatische provincie Karlovac. De plaats telt 14 inwoners (2001).